# Нова Вес на Житави
Нова Вес на Житави (слч. Nová Ves nad Žitavou) насељено је мјесто са административним статусом сеоске општине (слч. obec) у округу Њитра, у Њитранском крају, Словачка Република.

## Становништво
| Година:    | 1994. | 2004.   | 2014.   | 2024.   |
| ---------- | ----- | ------- | ------- | ------- |
| Број људи: | 1321  | 1273    | 1340    | 1392    |
| Разлика:   |       | -3,63 % | +5,26 % | +3,88 % |

| Година:    | 2023. | 2024.   |
| ---------- | ----- | ------- |
| Број људи: | 1391  | 1392    |
| Разлика:   |       | +0,07 % |

Према подацима о броју становника из 2011. године насеље је имало 1.333 становника.